# Эль-Ниньо
Эль-Ни́ньо (исп. El Niño — «малыш, мальчик»), или Южная осцилляция (исп. El Niño-Oscilación del Sur) — колебание температуры поверхностного слоя воды в экваториальной части Тихого океана, оказывающее заметное влияние на климат. В более узком смысле Эль-Ниньо — фаза Южной осцилляции, в которой область нагретых приповерхностных вод смещается к востоку. При этом ослабевают или вообще прекращаются пассаты, замедляется апвеллинг в восточной части Тихого океана, у берегов Перу. Противоположная фаза осцилляции называется Ла-Нинья (исп. La Niña — «малышка, девочка»).
Характерное время осцилляции — от 3 до 8 лет, однако сила и продолжительность Эль-Ниньо в реальности сильно варьируется. Так, в 1790—1793, 1828, 1876—1878, 1891, 1925—1926, 1982—1983 и 1997—1998 годах были зафиксированы мощные фазы Эль-Ниньо, тогда как, например, в 1991—1992, 1993, 1994 это явление, часто повторяясь, было слабо выраженным. Эль-Ниньо 1997—1998 годов было настолько сильным, что привлекло внимание мировой общественности и прессы. Тогда же распространились теории о связи Южной осцилляции с глобальными изменениями климата. С начала 1980-х Эль-Ниньо возникало также в 1986—1987 и 2002—2003 годах.
Схожее явление, открытое в 1999 году в Индийском океане, в средствах массовой информации иногда именуется «Индоокеанским ниньо».

## Описание
Нормальные условия вдоль западного побережья Перу определяются холодным Перуанским течением, несущим воду с юга. Там, где течение поворачивает на запад, вдоль экватора, из глубоких впадин происходит подъём холодных и богатых биогенами вод, что способствует активному развитию планктона и других форм жизни в океане. Само же холодное течение определяет засушливость климата в этой части Перу, формируя пустыни. Пассаты отгоняют прогретый поверхностный слой воды в западную зону тропической части Тихого океана, где формируется так называемый тропический теплый бассейн (ТТБ). В нём вода прогрета до глубин в 100—200 м. Атмосферная циркуляция Уолкера, проявляющаяся в виде пассатов, вкупе с пониженным давлением над районом Индонезии, приводит к тому, что в этом месте уровень Тихого океана на 60 см выше, чем в восточной его части. А температура воды здесь достигает 29—30 °C против 22—24 °C у берегов Перу.
Однако всё меняется с наступлением Эль-Ниньо. Пассаты ослабевают, ТТБ растекается, и на огромной площади Тихого океана происходит повышение температуры воды. В районе Перу холодное течение сменяется движущейся с запада к берегу Перу теплой водной массой, апвеллинг ослабевает, гибнет без питания рыба, а западные ветры приносят в пустыни влажные воздушные массы, ливни, вызывающие даже наводнения. Наступление Эль-Ниньо снижает активность атлантических тропических циклонов.
В настоящее время для количественного описания явления Эль-Ниньо и Ла-Нинья определены как температурные аномалии поверхностного слоя приэкваториальной части Тихого океана продолжительностью не менее 5 месяцев, выражающиеся в отклонении температуры воды на 0,5 °C в бо́льшую (Эль-Ниньо) или меньшую (Ла-Нинья) сторону.
Первые признаки Эль-Ниньо:
1. Повышение воздушного давления над Индийским океаном, Индонезией и Австралией.
2. Падение давления над Таити, над центральной и восточной частями Тихого океана.
3. Ослабление пассатов в южной части Тихого океана вплоть до их прекращения и изменения направления ветра на западное.
4. Теплая воздушная масса в Перу, дожди в перуанских пустынях[4][5].

Само по себе повышение температуры воды у берегов Перу на 0,5 °C считается лишь условием возникновения Эль-Ниньо. Обычно такая аномалия может существовать в течение нескольких недель, а затем благополучно исчезнуть. И только пятимесячная аномалия, классифицирующаяся как явление Эль-Ниньо, может нанести существенный ущерб экономике региона за счет падения уловов рыбы.
Для описания Эль-Ниньо также используется индекс Южной осцилляции (англ. Southern Oscillation Index, SOI). Он вычисляется как разность давлений над Таити и над Дарвином (Австралия). Отрицательные значения индекса свидетельствуют о фазе Эль-Ниньо, а положительные — о Ла-Нинья.

## История открытия
Первое упоминание термина «Эль-Ниньо» относится к 1892 году, когда капитан Камило Каррило сообщил на конгрессе Географического Общества в Лиме, что перуанские моряки назвали теплое северное течение «Эль-Ниньо», так как оно наиболее заметно в дни католического Рождества (эль ниньо называют младенца Христа). В 1893 году Чарльз Тодд предположил, что засухи в Индии и Австралии происходят в одно и то же время. На то же указывал в 1904 году и Норман Локьер. О связи теплого северного течения у побережья Перу с наводнениями в этой стране сообщали в 1895 году Пезет и Эгуигурен. Впервые явления Южной осцилляции описал в 1923 году Гилберт Томас Уокер. Он ввёл сами термины «Южная осцилляция», «Эль-Ниньо» и «Ла-Нинья», рассмотрел зональную конвекционную циркуляцию в атмосфере в приэкваториальной зоне Тихого океана, получившую теперь его имя. Долгое время на явление не обращали почти никакого внимания, считая его региональным. Только к концу XX века выяснились связи Эль-Ниньо с климатом планеты.

## Ранние стадии и характеристики
Несмотря на то, что причины Эль-Ниньо до конца ещё не исследованы, известно, что он начинается с того, что пассаты, составная часть циркуляции Уолкера, ослабляются в течение нескольких месяцев. Серия волн Кельвина движется по Тихому океану вдоль экватора и создаёт массив тёплой воды у Южной Америки, где обычно океан имеет низкие температуры вследствие апвеллинга (подъём глубинных вод океана к поверхности). Ослабление пассатов с учётом противодействия им сильного западного ветра может также создать парный циклон (к югу и к северу от экватора), что является ещё одним признаком будущего Эль-Ниньо.
Тихий океан представляет собой огромную теплоохладительную систему, которая обусловливает движение систем воздушных масс. Изменение температуры Тихого океана влияет на погоду в общемировом масштабе. Фронты дождей перемещаются с западной части океана по направлению к Америке, в то время как в Индонезии и Индии устанавливается более сухая погода.
Якоб Бьеркнес, норвежско-американский метеоролог, в 1969 году внёс вклад в изучение Эль-Ниньо, высказав предположение, что аномально тёплая зона в восточной части Тихого океана может ослаблять температурную разницу между восточными и западными частями, лишая силы пассаты, которые способствуют перемещению тёплых вод на запад. Результатом этого становится увеличение тёплых масс воды в восточном направлении. Было предложено несколько моделей накопления тёплых масс в верхних слоях экваториальных вод Тихого океана, которые затем опускаются вниз в ходе Эль-Ниньо. После прохождения Эль-Ниньо зона накопления теплоты затем должна несколько лет «подзаряжаться», прежде чем осуществится следующая осцилляция.
Не будучи прямой причиной Эль-Ниньо, осцилляция Маддена — Джулиана продвигает зону избыточных осадков в направлении с запада на восток вдоль тропического пояса с периодом 30—60 дней, что может влиять на скорость развития и на интенсивность Эль-Ниньо и Ла-Нинья несколькими путями. Например, потоки воздуха с запада, проходя между областями низкого атмосферного давления, образованными осцилляцией Маддена — Джулиана, могут спровоцировать образование циклонических циркуляций к северу и югу от экватора. Когда эти циклоны интенсифицируются, западные ветра в пределах экваториальной части Тихого океана также усиливаются и сдвигаются к востоку, являясь, таким образом, составной частью в развитии Эль-Ниньо. Осцилляция Маддена — Джулиана также может быть источником распространяющихся в восточном направлении волн Кельвина, которые в свою очередь усиливаются Эль-Ниньо, что приводит к эффекту взаимоусиления.

## Южная осцилляция
Южная осцилляция является атмосферным компонентом Эль-Ниньо и представляет собой колебания давления воздуха в приземном слое атмосферы между водами восточной и западной частей Тихого океана. Величина осцилляции измеряется с помощью индекса Южной осцилляции (англ. Southern Oscillation Index, SOI). Индекс вычисляется на основе разности давлений приземного воздуха над Таити и над Дарвином (Австралия). Эль-Ниньо наблюдался, когда индекс принимал отрицательные значения, что означало минимальную разницу давлений на Таити и в Дарвине.
Низкое атмосферное давление обычно образуется над тёплыми водами, а высокое — над холодными, частью из-за того, что над тёплыми водами происходит интенсивная конвекция. Эль-Ниньо ассоциируется с продолжительными тёплыми периодами в центральной и восточной областях тропической части Тихого океана. Это служит причиной ослабления тихоокеанских пассатов и снижения уровня осадков над восточной и северной Австралией.

### Атмосферная циркуляция Уолкера
В период, когда условия не соответствуют образованию Эль-Ниньо, циркуляция Уолкера диагностируется близ поверхности земли в виде восточных пассатов, которые перемещают массивы воды и воздуха, прогретые солнцем, на запад. Это также способствует апвеллингу вдоль побережий Перу и Эквадора, что приносит богатые питательными веществами воды близко к поверхности, увеличивая концентрацию рыбы. В западной части Тихого океана в эти периоды стоит тёплая, влажная погода с низким давлением, избытки влаги аккумулируются в тайфуны и грозы. Как результат этих перемещений, уровень океана в западной части в это время выше на 60 см.

## Влияние на климат различных регионов
В Южной Америке эффект Эль-Ниньо наиболее выражен. Обычно это явление вызывает теплые и очень влажные летние периоды (с декабря по февраль) на северном побережье Перу и в Эквадоре. Если Эль-Ниньо сильно, оно вызывает сильные наводнения. Таковые, например, случились в январе 2011. Южная Бразилия и северная Аргентина также переживают более влажные, чем обычно, периоды, но, в основном, весной и ранним летом. В центре Чили наблюдается мягкая зима с большим количеством дождей, а в Перу и Боливии иногда происходят необычные для этого региона зимние снегопады. Более сухая и теплая погода наблюдается в бассейне реки Амазонки, в Колумбии и странах Центральной Америки. В Индонезии снижается влажность, увеличивая вероятность возникновения лесных пожаров. Это касается также Филиппин и северной Австралии. С июня по август сухая погода наблюдается в Квинсленде, Виктории, Новом Южном Уэльсе и восточной Тасмании. В Антарктике запад Антарктического полуострова, Земли Росса, морей Беллинсгаузена и Амундсена покрывается большим количеством снега и льда. При этом растёт давление и становится теплее. В Северной Америке, как правило, зимы становятся теплее на Среднем Западе и в Канаде. В центральной и южной Калифорнии, на северо-западе Мексики и юго-востоке США становится влажнее, а в северо-западных тихоокеанских штатах США — суше. Во время Ла-Нинья, напротив, суше становится на Среднем Западе. Эль-Ниньо также приводит к снижению активности атлантических ураганов. Восточная Африка, включая Кению, Танзанию и бассейн Белого Нила, испытывают длительные сезоны дождей с марта по май. Засухи преследуют с декабря по февраль южные и центральные регионы Африки, в основном, Замбию, Зимбабве, Мозамбик и Ботсвану.
Эффект, похожий на Эль-Ниньо, иногда наблюдается в Атлантическом океане, где вода вдоль экваториального побережья Африки становится теплее, а у побережья Бразилии — холоднее. Причем, прослеживается связь этой циркуляции с Эль-Ниньо.

## Влияние на здоровье и социум
Эль-Ниньо вызывает экстремальные погодные условия, связанные с циклами частоты возникновения эпидемических заболеваний. Эль-Ниньо связан с повышенным риском развития заболеваний, передающихся комарами: малярия, лихорадка денге и лихорадка долины Рифт. Циклы возникновения малярии связаны с Эль-Ниньо в Индии, Венесуэле и Колумбии. Наблюдается связь со вспышками австралийского энцефалита (энцефалит долины Муррей — MVE), проявляющегося на юго-востоке Австралии после сильных дождей и наводнений, вызванных Ла-Нинья. Ярким примером является тяжелая вспышка лихорадки долины Рифт, произошедшая из-за Эль-Ниньо после экстремальных осадков в северо-восточной части Кении и южной части Сомали в 1997—98 гг.
Также считается, что Эль-Ниньо может быть связан с цикличностью войн и возникновением гражданских конфликтов в странах, климат которых зависит от Эль-Ниньо. Изучение данных с 1950 по 2004 год показало, что Эль-Ниньо связан с 21 % всех гражданских конфликтов этого периода. При этом риск возникновения гражданской войны в годы Эль-Ниньо в два раза выше, чем в годы Ла-Нинья. Вероятно, связь между климатом и военными действиями опосредована неурожаями, которые часто приходятся на жаркие годы.

## История
В палеоклиматическом исследовании, опубликованном в 2024 году, авторы предполагают, что Эль-Ниньо оказывали сильное влияние на парниковый климат Земли во время пермско-триасового вымирания. Возросшие интенсивность и продолжительность событий Эль-Ниньо были связаны с активным вулканизмом, в результате которого отмирала растительность, увеличивалось содержание углекислого газа в атмосфере, происходили потепление и нарушения циркуляции воздушных масс.

### XIX—XXI вв.
Эль-Ниньо наблюдалось с сентября 2006 года до начала 2007 года. В результате засуха 2007 года вызвала скачок в ценах на продовольственные товары и связанные с этим общественные беспорядки в Египте, Камеруне и Гаити.
Согласно Национальному управлению океанических и атмосферных исследований США Эль-Ниньо началось в экваториальной части Тихого океана в июне 2009 года, достигнув пика в январе — феврале 2010 года. Повышенная температура поверхности воды наблюдалась до мая 2010 года, перейдя затем в пониженное значение (Ла-Нинья) и вернувшись к нормальным значениям к апрелю 2012 года. Этот приход Эль-Ниньо вызвал самую суровую за последние четыре десятилетия засуху в Индии.
В июне 2014 года Метеорологическая служба Великобритании сообщила о высокой вероятности развития Эль-Ниньо в 2014 году, однако, её прогноз не сбылся. Осенью 2015 года Всемирная метеорологическая организация сообщила, что, появившийся раньше срока и получивший название «Брюс Ли», Эль-Ниньо может стать одним из самых мощных, начиная с 1950 года. Дожди и наводнения сопровождали Рождественские праздники в США (вдоль реки Миссисипи), в Южной Америке (вдоль Ла-Платы) и даже в Северо-Западной Англии. В 2016 году влияние Эль-Ниньо продолжилось.
23 ноября 2021 года власти Австралии объявили о начале природного феномена Ла-Нинья.
Осенью 2023 года прогнозируется проявление в полной мере Эль-Ниньо в Тихом океане, что может вызвать повышение температуры на поверхности Земли в ближайшие полтора-два года.